# Veaceslav Rusnac
Veaceslav Rusnac (n. 27 august 1975, Răuțel, Fălești) este un antrenor de fotbal și fost fotbalist din Republica Moldova. Ultima dată a activat în calitate de antrenor interimar la clubul Zimbru Chișinău (noiembrie 2015–ianuarie 2016) iar anterior între 2014–2015 a fost și antrenor principal al echipei.
El are un fiu, pe nume Andrei, care de asemenea a devenit fotbalist și evoluează pe postul de atacant.
Deține Licență PRO UEFA de antrenor.

## Palmares

### Ca jucător
Olimpia Bălți
- Divizia Națională

Locul 3: 1994–95
Zimbru Chișinău
- Divizia Națională: 1999-2000

Vicecampion: 2000–01, 2002–03
Locul 3: 2001–02, 2003–04
- Cupa Moldovei:

Finalist: 2003, 2004
Șahtior Karaganda
- Prima Ligă Kazahă: 2007, 2009

### Ca antrenor
Sheriff Tiraspol
- Divizia Națională: 2013–14
- Cupa Moldovei:

Finalist: 2013-14
- Supercupa Moldovei: 2014

Finalist: 2013